# Vihnye
Vihnye (szlovákul: Vyhne, németül: Eisenbach) község Szlovákiában, a Besztercebányai kerületben, a Garamszentkereszti járásban.

## Fekvése
Selmecbányától 12 km-re, északnyugatra fekszik.

## Története
A mai község három egykori települést illetve településrészt egyesít. Vihnye és Peszerény 1891-ben egyesült Vihnyepeszerény néven, melynek neve 1914-ben Vihnye lett. 1971-ben csatolták hozzá a Selmecbánya határából 1960-ban önállóvá vált Kisbányát.
A község területén már az i. e. 2. és  3. században itt élt germán népek is bányásztak vasércet. II. András király a 13. század elején szász bányászokat telepített ide, akik az Eisenbach nevet adták településüknek, melynek gyógyforrásai is ismertek voltak már ekkor.
Vihnyét 1326-ban „Vyhine", „Vyhinie" néven említik először, amikor Léva várának kapitánya szolgálónépeket telepített ide. A falu Léva várának uradalmához tartozott. 1388-ban történt említésekor már a saskői uradalom része. 1536-ban a Dóczy és a Zobonay család, valamint Selmecbánya városa a birtokosai. 1601-ben újra a saskői uradalom része, később a bányakamaráé. A településnek arany, ezüst és vasbányái voltak. 1536-ban 12 portáig adózott. 1601-ben malma és 48 háza állt. 1720-ban 35 adózót írtak össze, közülük 16 munkás, 7 kézműves és 3 bányász. Vihnye 38 °C-os gyógyforrásairól volt ismert, melyet már Rákóczi és Bercsényi is felkeresett. 1828-ban 133 házában 934 lakos élt. A 18. század elején a bányakamara a bányászok részére gyógyászati központot alapított itt. 1819-ben vasgyárat, később sörfőzdét építettek a településen. Lakói közül sokan mészégetéssel, malomkő gyártásával is foglalkoztak.
Peszerény első írásos említése 1519-ben „Perezen” alakban történt. Saskő várának uradalmához tartozott, később a bányakamara tulajdona. 1720-ban malma, kocsmája és 18 adózója volt. 1828-ban 80 házában 548 lakos élt.
Vihnyét, Vihnyefürdőt és Peszerényt 1891-ben egyesítették, majd 1914-ben a Vihnye nevet kapta.
Vályi András szerint „VICHNYE. Vichnovani, Eisenbach. Tót falu Bars Várm. földes Ura Selmecz B. Városa, lakosai katolikusok, fekszik Selmecz Városához nem meszsze, ’s fördője nevezetesíti; határja sovány, de vagyonnyaikat jól eladhattyák, fájok, legelőjök elég van."
Fényes Elek szerint „Vichnye, (Eisenbach), Bars m. tót falu, ut. p. Selmecztől nyugotra 1 1/2 mfd., 914 kath., 20 evang. lak. Kathol. paroch. templom. Arany- és ezüst-bányák. Híres vasas meleg fördő a helységtől 1/2 órányira. Az idevaló fő forrás melegsége 32 fok R. szerint. E viz erősíti az elgyengült testet; használ a belrészek dugulásaiban, vérfolyásokban, s minden nedvtől eredt betegségekben. A fördőépületben van 44 szoba. Vidékét a fördőnek gyönyörü erdők, szép gyümölcsösök igen bájolóvá teszik; különösen nézésre méltó a fördőtől mintegy 200 ölnyire egy halmon elterülő gyümölcsöskert, árnyékos sétahelyeivel, barlangjaival, s egy jéghideg forrásvizzel. A kert tetejéről beláthatni Vichnye, Peszerin falukat, s ezen egész vidéket, mellyben erdők, gyümölcsösök, rétek, ligetek, szántóföldek egymást kellemesen váltják fel. Birja a helységet Selmecz városa."
Bars vármegye monográfiája szerint „Vihnyepeszerény, a selmeczi hegyek között fekvő tót kisközség, 1697 róm. kath. vallású lakossal. E községet 1256-ban Bors ispán utódai bírták. Híres fürdőjének nyomai egész a XIII. századig nyúlnak vissza. 1497-ben, a mikor Vihne és Eisenbach neveken van említve, már forrásai is ismeretesek. Hajdan Szénásfaluhoz tartozott és fürdője is szénási hévvíz néven volt ismeretes. Egy 1326-iki oklevélben Vihine néven találjuk említve. 1508-ig Saskő várának tartozéka volt és a Dóczyak voltak az urai, de ezek után Selmeczbánya város tulajdonába ment át. Peszerényt 1519-ben Peszerin tót és Besserung német néven találjuk említve, mely utóbbi nevét szintén a fürdőtől nyerte. Később Peszeráni, Vihnyét pedig Vichnoráni és németül Eisenbach név alatt emlegetik. 1703-ban II. Rákóczy Ferencz neje, 1704-ben maga a fejedelem is és ugyanakkor Bercsényiné tartózkodott hosszabb ideig a fürdőben. Itt esküdött fel Rákóczy zászlaja alá Bottyán, mikor br. Kuckländer elől Nyergesújfaluról menekülve, előbb Selmeczbányán Bercsényit kereste fel, a ki őt a Vihnyén tartózkodó Rákóczyhoz küldte. Rákóczy akkor, a most malátagyárrá átalakított épületben lakott. A „Todten Gebeine” nevű hegy – a hagyomány szerint – a Dóczyak vérengzését örökíti meg, a mennyiben azok az ott élt bányászokat állitólag felkonczolták. 1747-ben a község a fürdővel együtt teljesen leégett. Vihnye ősrégi bányatelep, a hol egész a XIX. század elejéig nemes fémeket és vasat bányásztak. A kincstárnak ma is van itt egy „Ó-Antaltáró” nevű bányája, mely aranyban kevésbé, de különösen ezüstben gazdag. A vihnyei völgyben a mult század elején még 12 bányamű állott üzemben. Barnaszene is van és vidéke mindenféle ásványokban gazdag. Geologiai szempontból nagyon érdekes a határában levő ú. n. kőtenger, melynek képét is bemutatjuk. Itt van Kachelmann Károly és fia czég nagyszabású gép-, sör- és malátagyára. A sörgyár pinczéje szintén nevezetes, a mennyiben abban természetes jégképződés van. Katholikus templomát 1775-ben építtette Selmeczbánya városa. Van postája, távirója, telefonja, vasúti állomása pedig Szénásfalu-Vihnye."
A trianoni békeszerződésig Bars vármegye Garamszentkereszti járásához tartozott. A háború után a község ipari-mezőgazdasági jellegű település volt. Sörfőzde és gépgyár működött itt. 1940 és 1944 között zsidó deportáló tábor volt a területén, amit a szlovák nemzeti felkelés idején a partizánok leromboltak. Lakói Garamszentkereszt, Zsarnóca és Selmecbánya üzemeiben dolgoztak.

### A fürdő története
A település melegvízű forrásai már a 13. században is ismertek voltak. Ipolyi Arnold  megemlíti, hogy régen „Szénási hévíznek” nevezték őket. A víz magas vastartalma az itteni vasérc lelőhelyekkel volt összefüggésben. A 14. századtól a 16. századig a források és a fürdő a gazdag besztercebányai család, a Rösselek tulajdonát képezték. A fürdő ebben az időben több, egyszerűen berendezett fürdőházból állt. Az 1550-es években a fürdő területét Schaler Kvirin szerezte meg, aki a fürdőházakat 1563-ban egy testvérpárnak, Öder Vitusnak és Lőrincnek adta. Ezután birtokosa Besztercebánya városa, mely a fürdő tulajdonát egészen 1917-ig megtartotta. A 17. század végére érte el a vihnyei fürdő a szélesebb körű ismertséget, amely a 17. és 18. század folyamán sokat fejlődött és Közép-Európa egyik legismertebb fürdője lett. 1747-ben a fürdő épületei a faluval együtt leégtek. A városnak új épületeket kellett emelnie. A 19. század elején József nádor is itt gyógyíttatta magát feleségével együtt. Később híres vendégei közé tartozott Jókai Mór is. Az 1870-es években a régi, lehasznált fürdőépületeket újjáépítették, megépült a felső park, a promenád és a környék sétányai. Az 1880-as években új fürdőház épült és az úthálózat elérte a 20 km-t. 1917-ben a fürdőt dr. Ungár Kálmán selmeci ügyvéd vásárolta meg. A fürdőélet a gazdasági világválság idején indult hanyatlásnak. 1940. február 8-án a területén zsidó deportáló tábort nyitottak, amely 1942-től munkatáborként működött. 1944. szeptember 21-én szlovák partizánok lerombolták. Maradványait a háború után sörfőzde építéséhez használták fel, a többi épületéből sokat ledózeroltak és már nem építették újjá.

## Népessége
| Év:            | 1994. | 2004.    | 2014.   | 2024.   |
| -------------- | ----- | -------- | ------- | ------- |
| Emberek száma: | 1515  | 1341     | 1227    | 1117    |
| Eltérés:       |       | -11,48 % | -8,50 % | -8,96 % |

| Év:            | 2023. | 2024. |
| -------------- | ----- | ----- |
| Emberek száma: | 1117  | 1117  |
| Eltérés:       |       | +0 %  |

1880-ban Vihnye 1044 lakosából 906 szlovák, 62 német, 46 magyar anyanyelvű, 3 idegen és 27 csecsemő; ebből 986 római katolikus, 43 evangélikus és 15 zsidó vallású. Peszerény 514 lakosából 488 szlovák, 15 magyar, 3 német anyanyelvű és 8 csecsemő volt; ebből 512 római katolikus és 2 evangélikus vallású.
1910-ben 1623, többségben szlovák anyanyelvű lakosa volt, jelentős magyar kisebbséggel.
2001-ben 1391 lakosából 1366 szlovák volt.
2011-ben 1284 lakosából 1241 szlovák volt.

## Híres személyek
- Itt született 1951. december 12-én Peter Šalkovský koraközépkorral és szlávokkal foglalkozó régész.

## Gazdaság
- Itt működik a Steiger sörgyár.

## Nevezetességei
- Római katolikus temploma 1776-ban épült barokk stílusban.
- A plébánia a 18. század közepén épült barokk-klasszicista stílusban.
- A sörgyár épülete a korábbi, az 1670-es években épített kolostorépület átalakításával 1895-ben épült.
- Az öntöde 1835-ben épült.
- Fürdőépületek a 19. századból.
- A község határában 13 hektár területen elterülő kőtenger.

## Külső hivatkozások
- Vihnye honlapja
- E-obce.sk Archiválva 2010. szeptember 23-i dátummal a Wayback Machine-ben
- Községinfó
- Vihnyepereszény Szlovákia térképén